# Колумбийская ласка
Колумбийская ласка (лат. Neogale felipei) — хищное млекопитающее семейства куньих. Видовое латинское название дано в честь американского зоолога Филипа Гершковица (1909—1997).
Традиционно колумбийскую ласку классифицировали в роде Mustela, но в ревизии 2021 года этот и родственные ему виды были перенесены в род Neogale.

## Распространение
Обитает на небольшой территории на западе Колумбии и севере Эквадора. Большинство известных образцов собраны в прибрежных районах на высоте от 1750 до 2700 метров над уровнем моря, где преобладают туманные тропические леса. Встречается в ограниченном районе, где процветает вырубка леса. Колумбийская ласка, вероятно, самое редкое хищное животное в Южной Америке.

## Описание
Длина тела от 21,7 до 31,5 см, хвост длиной 10—22,4 см, задние ступни длиной 41—55 мм, уши длиной 15—18 мм. Зубная формула: {\displaystyle I{3 \over 3}C{1 \over 1}P{3 \over 3}M{1 \over 2}=34}.
Мех относительно длинный, мягкий и плотный. Верх тела и весь хвост равномерно чёрно-коричневый, а низ светло-оранжево-бурый. На груди имеются небольшие коричневые пятна. Хвост короткий, сильный и пушистый. Ноги короткие, ступни чёрные. Все четыре подошвенные поверхности голые и имеют большие межпальцевые перепонки, как считается, приспособление к полуводному образу жизни. Тело стройное, голова и шея удлинённые. Глаза и уши маленькие.
Солитарный вид, ведёт одиночный скрытный образ жизни.